# Bärbel Kuntsche
Bärbel Kuntsche (* 26. August 1939 in Weißenborn/Erzgeb.) ist eine deutsche Malerin und Grafikerin.

## Leben und Wirken
Kuntsche absolvierte von 1953 bis 1958 eine Ausbildung zur Porzellanmalerin an der Staatlichen Porzellanmanufaktur Meißen, wo sie anschließend bis 1962 arbeitete. Sie studierte von 1962 bis 1966 bei Rudolf Bergander und Paul Michaelis Malerei und Grafik an der Hochschule für Bildende Künste in Dresden (HfBK) wo sie sich auch mit Collagen und Plastiken beschäftigte. Von 1967 bis 1969 hatte sie eine Aspirantur an der HfBK. Sie ist seit 1969 als freischaffende Künstlerin tätig. Mit Wolf-Eike Kuntsche, den sie an der Kunsthochschule kennengelernt hatte und der später ihr Ehemann wurde, zog sie 1976 nach Radebeul.
Bärbel Kuntsche war bis 1990 Mitglied des Verbands Bildender Künstler der DDR und 1989 eine der Mitbegründerinnen der Dresdner Sezession 89. Von 1981 bis 1997 war sie im Referat Bildende Künste des Kulturamtes Dresden tätig.
Im Jahr 2005 wurde sie mit dem Kunstpreis der Großen Kreisstadt Radebeul ausgezeichnet.

## Werke (Auswahl)
Tafelbilder
- Mütter und Kinder beim Spiel in der Freizeit (1970/71, Öl, 95 × 130 cm; auf der VII. Kunstausstellung der DDR)[2]

Druckgrafik
- Selbstbildnis (1966, Lithografie)[3]
- Musik III. Harfenspieler (1983, Holzschnitt)[4]

## Ausstellungen (unvollständig)

### Einzelausstellungen
- 1985 Klub der Intelligenz Pablo Neruda, Karl-Marx-Stadt (Holzschnitte)
- 1985 Kleine Galerie Radebeul
- 1988 Galerie Nord Dresden
- 1994 und 1999 Leonhardi-Museum Dresden
- 1999 Stadtgalerie Radebeul
- 2009 art und form, Dresden
- 2011: Königstein, Festung Königstein (mit Erika Liebig)

### Teilnahme an zentralen und wichtigen regionalen Ausstellungen in der DDR
- 1967/68, 1972/73 und 1987/88: Dresden, VI. Deutsche Kunstausstellung und VII. und X. Kunstausstellung der DDR
- 1972 bis 1985: Dresden, vier Bezirkskunstausstellungen
- 1974: Berlin („Junge Künstler der DDR“)
- 1984: Dresden, Galerie Kunst der Zeit („30 Jahre Kunst der Zeit“)
- 1985: Berlin, Neue Berliner Galerie im Alten Museum („Musik in der bildenden Kunst der DDR“)
- 1986: Magdeburg, Kloster Unser Lieben Frauen („Grafik in den Kämpfen unserer Tage“)
- 1986 und 1989: Berlin und andere Städte („100 ausgewählte Grafiken“)